# Feodor
Feodor ist ein männlicher Vorname. Er ist eine Schreibweise des russischen Vornamens Fjodor bzw. des griechischen Theodor.

## Varianten
- Feo
- Fedor
- Fjodor

## Bekannte Namensträger
- Féodor Atkine (* 1948), französischer Schauspieler
- Feodor Dietz (1813–1870), badischer Schlachtenmaler
- Feodor zu Dohna-Lauck (1877–1945), deutscher Diplomat
- Feodor Fortinski (1846–1902), russischer Historiker, Mediävist, Professor und Rektor an der St.-Wladimir-Universität in Kiew
- Féodor Hoffbauer (1839–1922), deutsch-französischer Architekturmaler, Illustrator, Architekt und Bauhistoriker
- Feodor Iwanowitsch Kalmück (1765–1832), russisch-badischer Maler
- Feodor Lynen (1911–1979), deutscher Biochemiker und Nobelpreisträger
- Feodor Streit (1820–1904), deutscher demokratisch gesinnter Politiker und Publizist
- Feodor von Wehl (1821–1890), Redakteur, Schriftsteller, Dramaturg, Theaterkritiker, Geheimer Hofrat